# Чудесный колокольчик
«Чудесный колокольчик» — советский мультфильм 1949 года, снят Валентиной и Зинаидой Брумберг по русской народной сказке «Дочь и падчерица», записанной в Тульской губернии.

## Сюжет
Жили-были дед, баба-мачеха, да две дочки — падчерица Маша и родная Луша (Лукерья), сводная сестра Маши.
Старик и Маша собирали дрова. Но вдруг доносится повелительный голос мачехи: «Машка, воды принесла?», и Маша приносит ей воду. Также она по приказам мачехи покормила кур, подмела двор, но когда она начала мыть полы, то не заметила, как поставила ушат с водой около печки, где спала Луша. Мачеха будит Лушу, но та, вставая с печки, падает в воду. Разозлённая мачеха отправляет Машу в лес, наказав напрясть гору шерсти.
Старик привёз Машу в лес, где та нашла чудесный колокольчик и стала звонить в него, благодаря чему попала в землянку к медведю. А там она чисто прибрала и сварила себе каши. Вылезшая из норки мышка попросила у Маши ложку каши, но та, чтобы досыта накормить мышку, подала целую тарелку. Только Маша начала прясть, как вдруг заплакала, поскольку мачеха наказала напрясть целую гору шерсти. Мышка развеселила Машу своим танцем с платочком. Вскоре приходит медведь, которому очень понравилось, как Маша начисто управилась с домашними делами, и он поблагодарил её за это. Однако за то, что Маша вошла в этот дом без спросу, ей пришлось играть с медведем в жмурки. Маша было проиграла медведю, который вслепую собирался поймать её и съесть, но мышка ей помогла победить в этой смертельно опасной игре. Усталому медведю Маша приносит воды. Медведь, выпив воды, спросил у Маши, что ей надо в награду, та говорит, что ей нужно напрясть гору шерсти и больше ничего. Задув свечу, медведь укладывает Машу спать, а сам вместе с мышкой спрял за ночь гору шерсти и наградил Машу богатыми подарками, с которыми утром отправил её со стариком домой.
Мачеха позавидовала неожиданным дарам и повезла в лес Лушу, где та навела большой беспорядок и съела всю кашу, даже не поделившись с мышкой. При виде медведя Луша в страхе упала со стола и разбила горшок, в котором была каша. Луша по советам мачехи потребовала наградить себя мехами, деньгами и табуном лошадей. Медведь поколдовал, и Луша, выйдя на крыльцо, увидела все подарки и обрадовалась. Проигнорировав замечание мышки, что Луша не прибралась в доме, та уезжает вместе с мачехой. По другому колдовству медведя кони повезли Лушу и мачеху далеко в лес, где повозка, столкнувшись с деревьями, развалилась, а богатства Луши превратились в черепки. Луша с мачехой попытались догнать табун коней, но те, оборотившись в сов, улетели прочь. В итоге Луша с мачехой остались в лесу одни. Медведь мотивирует это тем, что «как аукнется, так и откликнется». И пока Луша и мачеха «ума да разума не наберутся, домой не вернутся».
В конце мультфильма наступает новый день, когда Маша открывает окно избы и машет зрителям рукой на прощание.

## Отличия от оригинала
- В оригинальной сказке у девочек не было имён, и к ним употреблялись такие слова, как «девка», «девица» и «дочка». В одной из современных обработок дочь мачехи зовут Наташка, а в мультфильме её звали Луша. Дочь старика в этой обработке по имени не называлась, тогда как в мультфильме её звали Маша[2].
- В оригинале мачеха отправила падчерицу в лес, чтобы она напряла побольше шерсти, а в мультфильме она отправила Машу в лес, поскольку та из-за своей невнимательности чуть не утопила Лушу. Таким образом, мачеха хотела, чтобы старик привёз одни кости от Маши[3].
- В оригинале старик везёт Наташку в лес по велению мачехи, а в мультфильме мачеха сама везёт Лушу в лес.
- В оригинале дочь мачехи, заметив медведя, начинает дрожать со страха и во время игры в жмурки проигрывает ему, держа всё время дрожащими руками колокольчик. За это медведь расправляется с ней (хотя в тексте нет прямого упоминания об этом, только комментарий мышки: «Злой де́вице живой не быть!»), и старик привозит её останки домой. Мачеха, увидев кости своей дочери, умирает от злости и горя по ней на следующий же день. В мультфильме медведь велел Луше прибраться, как это сделала Маша, но Луша потребовала сначала за это подарки, а потом пообещала прибраться. Когда медведь исполнил требование Луши, та обрадовалась подаркам, но сказала мышке и медведю, что они сами могут прибраться. Медведь этого оскорбления не выдерживает и колдует:

 Мчитесь, кони, без оглядки,

Напугайте, проучите,

Злата в щепки превратите,

И оставьте их одних,

Без подарков дорогих. 
Таким образом, Луша и мачеха остаются в лесу и без подарков.

## Создатели
- Сценарий:
  - Маро Ерзинкян,
  - И. Филимонова
- Стихотворный текст: Николая Эрдмана
- Режиссёры:
  - Валентина Брумберг, Зинаида Брумберг
- Художники:
  - Сюзанна Бялковская,
  - Анатолий Сазонов
- Оператор: Николай Воинов
- Композитор: Виктор Оранский
- Звукооператор: Николай Прилуцкий
- Роли озвучивали:
  - Михаил Яншин — старик,
  - Владимир Готовцев — медведь,
  - Вера Бендина — Луша,
  - Галина Новожилова — Маша,
  - Александра Денисова — мачеха,
  - Татьяна Цыганок — мышка
- Художники-мультипликаторы:
  - Александр Беляков,
  - Фёдор Хитрук,
  - Вадим Долгих,
  - Владимир Арбеков,
  - Владимир Данилевич,
  - Ламис Бредис,
  - Лев Попов,
  - Фаина Епифанова,
  - Роман Давыдов,
  - Григорий Козлов,
  - Иосиф Старюк
- Ассистент художника: Леонид Шварцман (в титрах как «И. Шварцман»)
- Ассистент режиссёра: Татьяна Фёдорова

## Переозвучивание
В 2001 году мультфильм был отреставрирован и заново переозвучен компаниями ООО «Студия АС» и ООО «Детский сеанс 1». В новой версии была полностью заменена фонограмма, к переозвучиванию привлечены современные актёры, в титрах заменены данные о звукорежиссёре и актёрах озвучивания. Переозвучка была крайне негативно воспринята как большинством телезрителей, так и членами профессионального сообщества. Качество реставрации изображения также иногда подвергается критике.
- Озвучивание 2001 года:
  - Жанна Балашова — мачеха
  - Ирина Маликова — Маша, мышка
  - Александр Котов — старик
  - Виталий Ованесов — медведь
  - Татьяна Канаева — Луша